# 23-as főút
23-as főút (ungarisch für ‚Hauptstraße 23‘) ist eine ungarische Hauptstraße, die die Landesstraße 21 mit der Landesstraße 25 verbindet.

## Verlauf
Die Straße beginnt in Bátonyterenye-Kisterenye, wo sie von der Landesstraße 21 nach Osten abzweigt. Die ersten 11 Kilometer ferlaufen am Zagyva. Die Straße führt am Nordrand des Mátra-Gebirges über Pétervására nach Tarnalelesz, wo sie in die Landesstraße 25 einmündet.
Die Gesamtlänge der Straße beträgt 33 Kilometer.

## Geschichte
Die Straße wurde in den 1920er Jahren gebaut.